# Bazargán (Irán)
Bazargán (en persa: بازرگان) es una ciudad, capital del distrito de Bazargán, situado en el condado de Maku, en la provincia iraní de Azerbaiyán Occidental. Según el censo de 2006, su población era de 9.047 personas, distribuidas en 2.126 familias.